# Xoanon

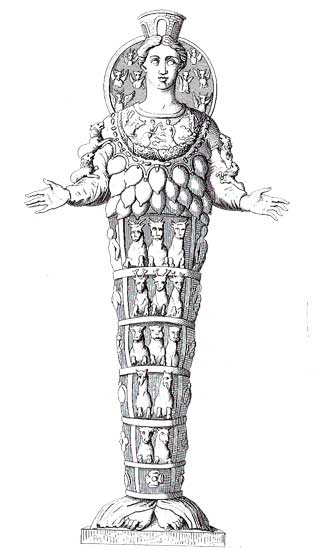
Soška bohyě Artemis z Efezu

Xoanony jsou nejčastěji dřevěné, ale též kamenné, příp. slonovinové sochy božstev z archaického období řecké civilizace. Vytvářely se přibližně od 8. stol. před Kr. do začátku tzv. daidalského stylu.
Dřevěné sochy byly vytvářeny z pařezů stromů olivovníku, byly jen nahrubo otesané, měly oválnou hlavu a naznačené oči, nos a ústa. Nahrubo přitesané byly i ramena a nohy. Xoanony byly určeny na přísně frontální pohled. Sochy byly často povrchově upravovány barvami, případně zlacením. Někdy měly sochy i přídavky z plechu a ušlechtilého kovu. Později vlivem antropomorfizace božstev postupně přidávány tvary, přibližující se lidem.
Přestože umění již výrazně pokročilo ve ztvárnění lidského těla, uctívaly tyto sochy navzdory své archaickosti a primitivnosti až do klasického období, jako mimořádně vzácné památky. Příkladem je Aténina socha z olivového dřeva v chrámu Erechtheion na aténské Akropoli, která se podle báje snesla z nebe. K této soše směřovala během Velkých panatenájskych slavností procesí, přinášející nově utkanou šafránovou suknici, do které ji oblékli.
Všechny xoanony byly opředené legendami o svém zázračném vzniku, proto byly ve velké úctě. Postupně byly však nahrazovány dokonalejšími mramorovými sochami a byly vytlačovány na okraj chrámů, později přeneseny do méně významných druhořadých chrámů, méně důležitých bohů.
Díky materiálu, ze kterého byly zhotoveny, se nám nedochovaly, jsou o nich však písemné zmínky.